# Parachaos
Parachaos ist eine Gattung unbeschalter, amöboider Einzeller aus der Gruppe der Euamoebida. 

## Merkmale
Die Arten der Gattung können sich aktiv fortbewegen, sie sind in der Regel polypodial (bilden also viele Zellfortsätze [Pseudopodien] zur Bewegung aus), gelegentlich monopodial (bilden nur ein Pseudopodium). Polypodiale Zellen sind 0,2 bis 0,5 Millimeter lang, monopodiale bis zu 0,9 Millimeter. 
Alle Arten sind vielkernig mit acht bis fünfzig Kernen je Zelle. Die Zellkerne sind rund bis oval. Die Bestandteile des Nucleolus sind als wandständige Schicht oder unregelmäßige Fragmente ausgebildet. Häufig finden sich endosymbiontische Zoochlorellae. Das Zytoplasma enthält zahlreiche bipyramidale oder plättchenähnliche Kristalle. Das Uroid ist in der Regel zottig-zwiebelartig.

## Verbreitung, Systematik
Parachaos-Arten  besiedeln Süßwasser. Typusart ist Parachaos zoochlorellae, die 1982 von Niels B.S.Willumsen als Chaos zoochlorellae erstbeschrieben wurde. Die Gattung Parachaos wurde dann 1987 von Chaos abgetrennt. 

## Nachweise
- Andrew Rogerson, David J. Patterson: The Naked Ramicristate Amoebae, In: John J. Lee, G. F. Leedale, P. Bradbury (Hrsg.): An Illustrated Guide to the Protozoa. Band 2. Allen, Lawrence 2000, ISBN 1-891276-23-9, S. 1039–1040 (englisch).